# Česká biatlonová reprezentace
Česká biatlonová reprezentace reprezentuje Česko na mezinárodních biatlonových akcích, jako je mistrovství světa, Evropy nebo olympijské hry. Navazuje československou biatlonovou reprezentaci, která zanikla rozdělením Československa. Sdružuje jak ženy, tak muže, a organizuje letní i zimní soutěže.

## Celkové medailové zisky

### Mistrovství světa
V letech 1993-2021 získali čeští biatlonisté celkem 21 medailí (6/6/9), výrazně si tak polepšili a navázali na československé biatlonisty, kteří v letech 1958-1992 získali čtyři medaile (0/1/3).

## Sezóna 2012/2013

### Týmy
V této sezóně soutěžili čeští reprezentanti na mistrovství světa, v Světovém poháru, na mistrovství Evropy a v nižší soutěži – IBU Cupu.

### Medailový zisk

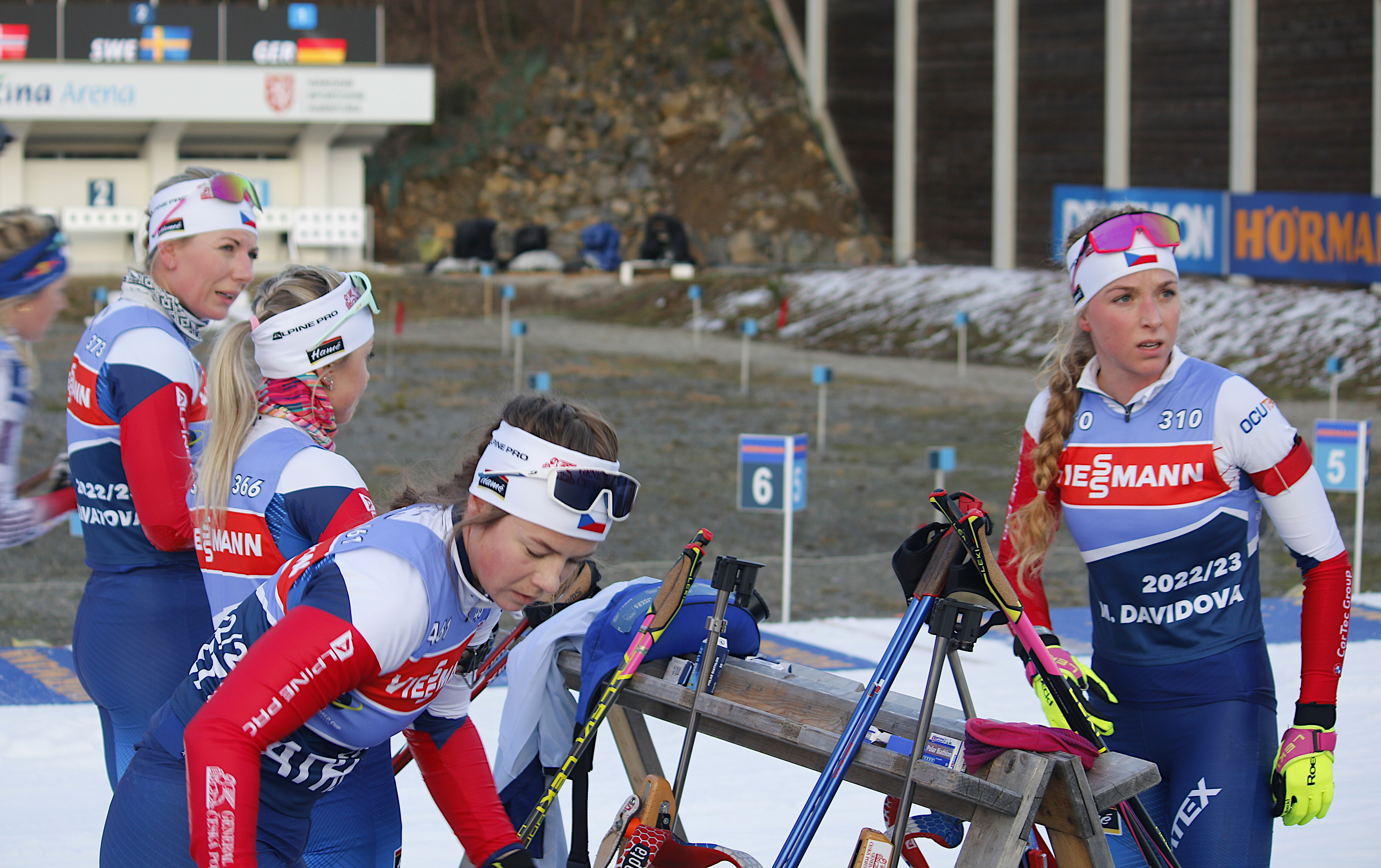
Lucie Charvátová, Tereza Voborníková, Tereza Vinklárková a Markéta Davidová při tréninku v Novém Městě na Moravě 2023

Mistrovství světa 2013
| Reprezentant       | 1. místo | 2. místo | 3. místo | Celkově |
| ------------------ | -------- | -------- | -------- | ------- |
| Gabriela Soukalová | 0        | 0        | 1        | 1       |
| Veronika Vítková   | 0        | 0        | 1        | 1       |
| Ondřej Moravec     | 0        | 0        | 1        | 1       |
| Jaroslav Soukup    | 0        | 0        | 1        | 1       |

Světový pohár 2012/13
| Reprezentant       | 1. místo | 2. místo | 3. místo | Celkově |
| ------------------ | -------- | -------- | -------- | ------- |
| Gabriela Soukalová | 4        | 3        | 1        | 8       |
| Ondřej Moravec     | 1        | 2        | 2        | 5       |
| Veronika Vítková   | 0        | 1        | 2        | 3       |
| Michal Šlesingr    | 0        | 0        | 3        | 3       |
| Jaroslav Soukup    | 0        | 0        | 1        | 1       |
| Vít Jánov          | 0        | 0        | 1        | 1       |

V tabulkách jsou započítány jak individuální úspěchy, tak stupně vítězů v týmových závodech (štafety a závod dvojic).

## Sezóna 2013/2014

### Týmy
V této sezóně soutěžili čeští reprezentanti na Olympijských hrách, v Světovém poháru, na mistrovství Evropy a v nižší soutěži – IBU Cupu.

### Medailový zisk
Zimní olympijské hry 2014
| Reprezentant       | 1. místo | 2. místo | 3. místo | Celkově |
| ------------------ | -------- | -------- | -------- | ------- |
| Ondřej Moravec     | 0        | 2        | 1        | 3       |
| Gabriela Soukalová | 0        | 2        | 0        | 2       |
| Jaroslav Soukup    | 0        | 1        | 1        | 2       |
| Veronika Vítková   | 0        | 1        | 0        | 1       |

Na těchto olympijských hrách obsadila původně česká ženská štafeta ve složení Eva Puskarčíková, Gabriela Soukalová, Jitka Landová a Veronika Vítková čtvrté místo. Po dopingovém skandálu ruských sportovců byly ruským reprezentantkám odebrány stříbrné medaile a podle rozhodnutí IBU se české reprezentantky tak posunuly na 3. místo, které původně obsadily Norky. Zatím (leden 2018) však tyto medaile neobdržely a proto zde ještě nejsou uvedeny.
Světový pohár 2013/14
| Reprezentant       | 1. místo | 2. místo | 3. místo | Celkově |
| ------------------ | -------- | -------- | -------- | ------- |
| Gabriela Soukalová | 4        | 0        | 1        | 5       |
| Veronika Vítková   | 1        | 1        | 1        | 3       |
| Ondřej Moravec     | 1        | 1        | 1        | 3       |
| Zdeněk Vítek       | 1        | 0        | 0        | 1       |

V tabulkách jsou započítány jak individuální úspěchy, tak stupně vítězů v týmových závodech (štafety a závod dvojic).

## Sezóna 2014/2015

### Týmy
V této sezóně soutěžili čeští reprezentanti na mistrovství světa, v Světovém poháru, na mistrovství Evropy a v nižší soutěži – IBU Cupu.

### Medailový zisk
Mistrovství světa 2015
| Reprezentant       | 1. místo | 2. místo | 3. místo | Celkově |
| ------------------ | -------- | -------- | -------- | ------- |
| Ondřej Moravec     | 1        | 1        | 1        | 3       |
| Gabriela Soukalová | 1        | 1        | 0        | 2       |
| Michal Šlesingr    | 1        | 0        | 0        | 1       |
| Veronika Vítková   | 1        | 0        | 0        | 1       |

Světový pohár 2014/15
| Reprezentant       | 1. místo | 2. místo | 3. místo | Celkově |
| ------------------ | -------- | -------- | -------- | ------- |
| Veronika Vítková   | 4        | 3        | 4        | 10      |
| Gabriela Soukalová | 4        | 3        | 1        | 8       |
| Eva Puskarčíková   | 3        | 1        | 1        | 5       |
| Jitka Landová      | 3        | 1        | 1        | 5       |
| Ondřej Moravec     | 0        | 2        | 0        | 2       |
| Michal Šlesingr    | 0        | 1        | 2        | 3       |

V tabulkách jsou započítány jak individuální úspěchy, tak stupně vítězů v týmových závodech (štafety a závod dvojic).

## Sezóna 2015/2016

### Týmy
V této sezóně soutěžili čeští reprezentanti na mistrovství světa, v Světovém poháru, na mistrovství Evropy a v nižší soutěži – IBU Cupu.

### Medailový zisk
Mistrovství světa 2016
Bez medailového zisku
Světový pohár 2015/16
| Reprezentant       | 1. místo | 2. místo | 3. místo | Celkově |
| ------------------ | -------- | -------- | -------- | ------- |
| Gabriela Soukalová | 5        | 5        | 4        | 14      |
| Veronika Vítková   | 1        | 1        | 1        | 3       |
| Eva Puskarčíková   | 1        | 1        | 0        | 2       |
| Ondřej Moravec     | 0        | 1        | 1        | 2       |
| Michal Šlesingr    | 0        | 0        | 2        | 2       |

V tabulkách jsou započítány jak individuální úspěchy, tak stupně vítězů v týmových závodech (štafety a závod dvojic).

## Sezóna 2016/2017

### Týmy
V této sezóně soutěžili čeští reprezentanti na mistrovství světa, v Světovém poháru, na mistrovství Evropy a v nižší soutěži – IBU Cupu.
| Muži A - Ondřej Moravec - Jaroslav Soukup - Michal Šlesingr - Michal Krčmář - Tomáš Krupčík - Adam Václavík | Muži B - Lukáš Kristejn - Ondřej Hošek - Matěj Krupčík - Tomáš Vojík - Jan Burián | Ženy A - Gabriela Soukalová - Veronika Vítková - Eva Puskarčíková - Lucie Charvátová - Jessica Jislová | Ženy B - Kristýna Černá - Jitka Landová - Ludmila Horká - Lea Johanidesová - Veronika Zvařičová |

### Medailový zisk
Mistrovství světa 2017
| Reprezentant       | 1. místo | 2. místo | 3. místo | Celkově |
| ------------------ | -------- | -------- | -------- | ------- |
| Gabriela Soukalová | 1        | 1        | 1        | 3       |
| Ondřej Moravec     | 0        | 1        | 0        | 1       |

Světový pohár 2016/17
| Reprezentant       | 1. místo | 2. místo | 3. místo | Celkově |
| ------------------ | -------- | -------- | -------- | ------- |
| Gabriela Soukalová | 4        | 3        | 3        | 10      |
| Ondřej Moravec     | 0        | 1        | 0        | 1       |
| Michal Šlesingr    | 0        | 1        | 0        | 1       |
| Eva Puskarčíková   | 0        | 0        | 3        | 3       |
| Michal Krčmář      | 0        | 0        | 1        | 1       |
| Jessica Jislová    | 0        | 0        | 1        | 1       |
| Lucie Charvátová   | 0        | 0        | 1        | 1       |

V tabulkách jsou započítány jak individuální úspěchy, tak stupně vítězů v týmových závodech (štafety a závod dvojic).

## Sezóna 2017/2018
V sezóně soutěžili čeští reprezentanti v Světovém poháru v biatlonu, na Olympijských hrách, v Mistrovství Evropy a v nižší soutěži – IBU Cupu.

### Týmy
| Muži A - Ondřej Moravec - Jaroslav Soukup - Michal Šlesingr - Michal Krčmář - Tomáš Krupčík - Adam Václavík | Muži B - Lukáš Kristejn - Ondřej Hošek - Matěj Krupčík - Tomáš Vojík - Jan Burián | Ženy A - Gabriela Soukalová - Veronika Vítková - Eva Puskarčíková - Lucie Charvátová - Jessica Jislová | Ženy B - Ludmila Horká - Lea Johanidesová - Veronika Zvařičová |

### Trenéři
Hlavním trenérem reprezentace je Ondřej Rybář, trenérem mužů A Michael Málek, mužů B Marek Lejsek, žen A Zdeněk Vítek a žen B Marian Málek.

### Medailový zisk
Zimní olympijské hry 2018
| Reprezentant     | 1. místo | 2. místo | 3. místo | Celkově |
| ---------------- | -------- | -------- | -------- | ------- |
| Veronika Vítková | 0        | 0        | 1        | 1       |
| Michal Krčmář    | 0        | 1        | 0        | 1       |

Světový pohár 2017/18
| Reprezentant     | 1. místo | 2. místo | 3. místo | Celkově |
| ---------------- | -------- | -------- | -------- | ------- |
| Veronika Vítková | 0        | 0        | 3        | 3       |
| Ondřej Moravec   | 0        | 1        | 0        | 1       |

V tabulkách jsou započítány jak individuální úspěchy, tak stupně vítězů v týmových závodech (štafety a závod dvojic).

## Sezóna 2018/2019
Pro tuto sezónu změnil český reprezentační tým trenéry. Funkci hlavního trenéra reprezentace žen převzal Nor Egil Gjelland. Naopak Zdeněk Vítek přešel na pozici hlavního trenéra mužů.

### Týmy
| Muži A - Ondřej Moravec - Michal Šlesingr - Michal Krčmář - Tomáš Krupčík - Adam Václavík | Muži B - Milan Žemlička - Ondřej Hošek - Jakub Štvrtecký | Ženy A - Veronika Vítková - Eva Puskarčíková - Markéta Davidová - Jessica Jislová | Ženy B - Ludmila Horká - Lucie Charvátová - Anna Tkadlecová - Natálie Jurčová - Tereza Vinklárková |

### Medailový zisk
Mistrovství světa 2019
Bez medailového zisku
Světový pohár 2018/19
| Reprezentant     | 1. místo | 2. místo | 3. místo | Celkově |
| ---------------- | -------- | -------- | -------- | ------- |
| Markéta Davidová | 1        | 2        | 2        | 5       |
| Lucie Charvátová | 0        | 0        | 1        | 1       |
| Eva Puskarčíková | 0        | 0        | 1        | 1       |
| Veronika Vítková | 0        | 0        | 1        | 1       |

V tabulkách jsou započítány jak individuální úspěchy, tak stupně vítězů v týmových závodech (štafety a závod dvojic).

## Sezóna 2019/2020
Oproti předchozímu ročníku se trenérské posty příliš nezměnily. Zdeněk Vítek zůstal na pozici hlavního trenéra mužů. U reprezentace žen zůstal Nor Egil Gjelland; jako trenér střelby k němu přibyl Jiří Holubec. Výrazněji se změnil servisní tým, který se stará hlavně o lyže reprezentantů. Nyní jej místo Tomáše Žídka vede Vojtěch Prášil.

### Týmy
| Muži A - Ondřej Moravec - Michal Šlesingr - Michal Krčmář - Jakub Štvrtecký - Adam Václavík | Muži B - Milan Žemlička - Ondřej Hošek | Ženy A - Veronika Vítková - Eva Puskarčíková - Markéta Davidová - Lucie Charvátová - Jessica Jislová | Ženy B - Ludmila Horká - Natálie Jurčová |

### Medailový zisk
Mistrovství světa 2020
| Reprezentant     | 1. místo | 2. místo | 3. místo | Celkově |
| ---------------- | -------- | -------- | -------- | ------- |
| Markéta Davidová | 0        | 0        | 1        | 1       |
| Eva Puskarčíková | 0        | 0        | 1        | 1       |
| Lucie Charvátová | 0        | 0        | 1        | 1       |
| Ondřej Moravec   | 0        | 0        | 1        | 1       |
| Michal Krčmář    | 0        | 0        | 1        | 1       |

Světový pohár 2019/2020
| Reprezentant     | 1. místo | 2. místo | 3. místo | Celkově |
| ---------------- | -------- | -------- | -------- | ------- |
| Markéta Davidová | 0        | 0        | 3        | 3       |

V tabulkách jsou započítány jak individuální úspěchy, tak stupně vítězů v týmových závodech (štafety a závod dvojic).

## Sezóna 2020/2021
Pro tuto sezónu se na trenérský post vrátil po čtyřech letech Ondřej Rybář. U mužského týmu vystřídal Zdeňka Vítka, který přešel k B-týmu. U reprezentace žen se trenéři nezměnili: jako hlavní zůstal Nor Egil Gjelland s asistentem Jiřím Holubcem.

### Týmy
| Muži (nerozděleni na A a B) - Ondřej Moravec - Michal Krčmář - Jakub Štvrtecký - Tomáš Krupčík - Adam Václavík - Milan Žemlička - Tomáš Mikyska | Ženy A - Markéta Davidová - Lucie Charvátová - Jessica Jislová - Eva Puskarčíková | Ženy B - Natálie Jurčová - Anna Tkadlecová - Tereza Vinklárková |

### Medailový zisk
Mistrovství světa 2021
| Reprezentant     | 1. místo | 2. místo | 3. místo | Celkově |
| ---------------- | -------- | -------- | -------- | ------- |
| Markéta Davidová | 1        | 0        | 0        | 1       |

## Sezóna 2021/2022
V této sezóně se trenérské obsazení reprezentace oproti předcházejícímu roku nezměnilo.

### Týmy
| Muži - Michal Krčmář - Jakub Štvrtecký - Tomáš Krupčík - Adam Václavík - Milan Žemlička - Vítězslav Hornig - Mikuláš Karlík | Ženy - Markéta Davidová - Lucie Charvátová - Jessica Jislová - Eva Puskarčíková - Tereza Vinklárková - Tereza Voborníková |

### Medailový zisk
Světový pohár 2021/2022
| Reprezentant     | 1. místo | 2. místo | 3. místo | Celkově |
| ---------------- | -------- | -------- | -------- | ------- |
| Markéta Davidová | 1        | 0        | 0        | 1       |

## Sezóna 2022/2023
V roce 2022 se trenérem mužů stal Michael Málek. Na staronovou pozici střeleckého trenéra byl angažován olympijský vítěz ve střelbě z malorážky, Američan Matthew Emmons, manžel české olympijské vítězky Kateřiny Emmons. U reprezentace žen se trenéři nezměnili: jako hlavní zůstal Nor Egil Gjelland s asistentem Jiřím Holubcem.
Tým B reprezantace, tedy biatlonisty, kteří závodí především v IBU Cupu, trénuje Aleš Ligaun s asistentem Zdeňkem Vítkem.

Juniorky vede Jindřich Šikola, juniory Jan Burian. 

### Týmy A
| Muži - Michal Krčmář - Jakub Štvrtecký - Adam Václavík - Jonáš Mareček - Mikuláš Karlík - Tomáš Mikyska | Ženy - Markéta Davidová - Lucie Charvátová - Jessica Jislová - Eliška Václavíková - Tereza Voborníková |

### Medailový zisk
Světový pohár 2022/2023
| Reprezentant     | 1. místo | 2. místo | 3. místo | Celkově |
| ---------------- | -------- | -------- | -------- | ------- |
| Markéta Davidová | 0        | 1        | 1        | 2       |

V tabulkách jsou započítány jak individuální úspěchy, tak stupně vítězů v týmových závodech (štafety a závod dvojic).

## Sezóna 2023/2024
V roce 2023 pokračoval trenérský tým ve stejné sestavě: A tým mužů trénoval Michael Málek a A tým žen Egil Gjelland. Oproti minulé sezóně přibyl běžecký trenér žen: bývalý slovenský reprezentant v běhu na lyžích Martin Bajčičák.

### Týmy A
| Muži - Michal Krčmář - Jakub Štvrtecký - Adam Václavík - Jonáš Mareček - Tomáš Mikyska | Ženy - Markéta Davidová - Jessica Jislová - Tereza Voborníková - Lucie Charvátová |

### Výsledky
Světový pohár 2023/2024
V tomto ročníku se žádný český biatlonista ani biatlonistka neumístil na stupních vítězů v jednotlivých závodech světového poháru ani na mistrovství světa. V celkovém pořadí byl z mužů nejlepší Michal Krčmář na 28. a z žen Tereza Voborníková na 16. místě.

## Sezóna 2024/2025
Po sezoně 2023/2024, kdy se žádný český závodník neumístil ve světovém poháru na stupních vítězů, došlo k výrazným změnám na postech hlavních trenérů. Na vlastní žádost skončil již v závěru sezóny střelecký trenér Matthew Emmons, trenérský tým opustil i ženský trenér Egil Gjelland a asistent Jiří Holubec.
Novými trenéry žen se stali bývalý italský biatlonista Luca Bormolini a Lukáš Dostál. Dosavadního mužského trenéra Michaela Málka doplnil Ondřej Moravec.

### Týmy pro světový pohár
V tomto ročníku se reprezentační týmy nerozdělovaly na A a B, ale byli pouze určeni reprezentanti, kteří se zúčastní prvních závodů světového poháru.
| Muži - Vítězslav Hornig - Michal Krčmář - Jonáš Mareček - Tomáš Mikyska - Jakub Štvrtecký | Ženy - Markéta Davidová - Lucie Charvátová - Jessica Jislová - Kristýna Otcovská - Tereza Voborníková |

### Medailový zisk
Mistrovství světa 2025
| Reprezentant       | 1. místo | 2. místo | 3. místo | Celkově |
| ------------------ | -------- | -------- | -------- | ------- |
| Jessica Jislová    | 0        | 1        | 0        | 1       |
| Tereza Voborníková | 0        | 1        | 0        | 1       |
| Michal Krčmář      | 0        | 1        | 0        | 1       |
| Vítězslav Hornig   | 0        | 1        | 0        | 1       |

Světový pohár 2024/2025
| Reprezentant     | 1. místo | 2. místo | 3. místo | Celkově |
| ---------------- | -------- | -------- | -------- | ------- |
| Markéta Davidová | 1        | 0        | 0        | 1       |

V tabulkách jsou započítány jak individuální úspěchy, tak stupně vítězů v týmových závodech (štafety a závod dvojic).